# Räumliches Tensorprodukt
Das im mathematischen Teilgebiet der Funktionalanalysis betrachtete räumliche Tensorprodukt bietet die Möglichkeit, aus C*-Algebren neue zu konstruieren. Im Allgemeinen gibt es mehrere Möglichkeiten, das algebraische Tensorprodukt zweier C*-Algebren zu einer C*-Algebra zu vervollständigen; die hier behandelte C*-Norm auf dem Tensorprodukt erweist sich als minimal unter diesen Möglichkeiten, weshalb man auch vom minimalen Tensorprodukt spricht. Die hier vorgestellte Konstruktion geht auf M. Takesaki zurück.

## Definitionen
Es seien {\displaystyle A} und {\displaystyle B} zwei C*-Algebren. Eine C*-Norm auf dem algebraischen Tensorprodukt {\displaystyle A\odot B} ist eine Norm {\displaystyle \alpha }, so dass
- {\displaystyle (A\odot B,\alpha )} ist eine normierte Algebra
- {\displaystyle \alpha (s*s)=\alpha (s)^{2}} für alle {\displaystyle s\in A\odot B}

Ist {\displaystyle \alpha } eine solche C*-Norm, so ist die mit {\displaystyle A\otimes _{\alpha }B} bezeichnete Vervollständigung eine C*-Algebra. Ist {\displaystyle \alpha } eine C*-Norm, die sich für jedes Paar von C*-Algebren {\displaystyle A} und {\displaystyle B} definieren lässt, so spricht man von einem {\displaystyle \alpha }-Tensorprodukt.
Man kann zeigen, dass C*-Normen automatisch die Kreuznormeigenschaft haben, das heißt, es gilt
{\displaystyle \alpha (a\otimes b)=\|a\|\cdot \|b\|} für alle {\displaystyle a\in A,b\in B}.
In diesem Artikel werden mit Hilfe von Hilberträumen, auf denen die C*-Algebren operieren, mit {\displaystyle \sigma } bezeichnete C*-Normen definiert, wobei das {\displaystyle \sigma } wegen der verwendeten Hilberträume an spatial (deutsch: räumlich) erinnern soll.

## Konstruktion
Es seien {\displaystyle A} und {\displaystyle B} zwei C*-Algebren. Nach dem Satz von Gelfand-Neumark gibt es Hilberträume {\displaystyle H} und {\displaystyle K} und isometrische *-Homomorphismen {\displaystyle A\rightarrow L(H)} und {\displaystyle B\rightarrow L(K)}, das heißt wir können annehmen, dass die C*-Algebren Unteralgebren der vollen Operatorenalgebra über geeigneten Hilberträumen sind. Man kann zum Beispiel die universellen Darstellungen nehmen.
Man bildet nun das Hilbertraum-Tensorprodukt {\displaystyle H\otimes K} und betrachtet ein Element {\displaystyle \textstyle \sum _{i=1}^{n}a_{i}\otimes b_{i}} des algebraischen Tensorproduktes {\displaystyle A\odot B} als Operator auf {\displaystyle H\otimes K}, der durch
{\displaystyle (\sum _{i=1}^{n}a_{i}\otimes b_{i})(x\otimes y):=\sum _{i=1}^{n}a_{i}x\otimes b_{i}y}
definiert ist, wobei Wohldefiniertheit zu zeigen ist. Dann ist klar, dass die Einschränkung {\displaystyle \sigma } der Operatornorm von {\displaystyle L(H\otimes K)} auf {\displaystyle A\odot B} eine C*-Norm ist.

## Unabhängigkeit von den Hilberträumen
Obige Konstruktion hängt zunächst von der Wahl der Hilberträume ab. Hier wird eine Formel für die räumliche Norm aufgestellt, die von den Hilberträumen unabhängig ist. Sind {\displaystyle f} und {\displaystyle g} Zustände auf {\displaystyle A} bzw. {\displaystyle B}, so gibt es genau einen mit {\displaystyle f\otimes g} bezeichneten Zustand auf {\displaystyle A\otimes _{\sigma }B} mit {\displaystyle (f\otimes g)(a\otimes b)=f(a)g(b)} für alle {\displaystyle a\in A} und {\displaystyle b\in B}, den sogenannten Produktzustand aus {\displaystyle f} und {\displaystyle g}. Für ein Element {\displaystyle c=\sum _{i=1}^{n}a_{i}\otimes b_{i}} des algebraischen Tensorproduktes {\displaystyle A\odot B} gilt nun
{\displaystyle \sigma (c)^{2}=\sup {\frac {(f\otimes g)(s^{*}c^{*}cs)}{(f\otimes g)(s^{*}s)}}}
wobei das Supremum über alle Zustände {\displaystyle f} von {\displaystyle A}, {\displaystyle g} von {\displaystyle B} und {\displaystyle s\in A\odot B} mit {\displaystyle (f\otimes g)(s^{*}s)>0} gebildet wird. Diese Formel zeigt die Unabhängigkeit von der Wahl der Hilberträume, denn auf der rechten Seite finden sich nur Daten der abstrakten C*-Algebren und ihrem algebraischen Tensorprodukt.
Zur Bezeichnung: Im unten angegebenen Lehrbuch von Kadison und Ringrose wird {\displaystyle A\otimes B} an Stelle von {\displaystyle A\otimes _{\sigma }B} geschrieben, Murphy verwendet die Schreibweise {\displaystyle A\otimes _{*}B}.

## Eigenschaften
- Sind {\displaystyle \pi _{1}:A_{1}\rightarrow B_{1}} und {\displaystyle \pi _{2}:A_{2}\rightarrow B_{2}} *-Homomorphismen zwischen C*-Algebren, so gibt es genau einen mit {\displaystyle \pi _{1}\otimes \pi _{2}} bezeichneten *-Homomorphismus {\displaystyle A_{1}\otimes A_{2}\rightarrow B_{1}\otimes B_{2}}, so dass {\displaystyle \pi _{1}\otimes \pi _{2}(a_{1}\otimes a_{2})=\pi _{1}(a_{1})\otimes \pi _{2}(a_{2})} für alle {\displaystyle a_{i}\in A_{i}}. Sind beide {\displaystyle \pi _{1}} und {\displaystyle \pi _{2}} isometrisch oder *-Isomophismen, so hat {\displaystyle \pi _{1}\otimes \pi _{2}} dieselbe Eigenschaft.[5]

- Ist {\displaystyle \alpha } eine C*-Norm auf dem algebraischen Tensorprodukt {\displaystyle A\odot B}, so ist {\displaystyle \sigma \leq \alpha } [6][7]. Aus diesem Grunde wird das räumliche Tensorprodukt auch das minimale Tensorprodukt genannt, und man findet bisweilen die Schreibweise {\displaystyle A\otimes _{\mathrm {min} }B}.

## Beispiele
Seien {\displaystyle A} eine C*-Algebra und {\displaystyle X} ein kompakter Hausdorffraum. {\displaystyle C(X,A)} sei die Menge aller stetigen Funktionen {\displaystyle X\rightarrow A}. Für {\displaystyle f,g\in C(X,A)}, {\displaystyle \lambda \in \mathbb {C} } und {\displaystyle x\in X} definiere:
{\displaystyle {\begin{array}{rcl}(\lambda f)(x)&:=&\lambda \cdot f(x)\\(f+g)(x)&:=&f(x)+g(x)\\(f\cdot g)(x)&:=&f(x)\cdot g(x)\\(f^{*})(x)&:=&f(x)^{*}\\\|f\|&:=&\sup\{\|f(x)\|;\,x\in X\}\\\end{array}}}.
Damit wird {\displaystyle C(X,A)} zu einer C*-Algebra und man hat einen isometrischen Isomorphismus {\displaystyle C(X)\otimes _{\sigma }A\rightarrow C(X,A),f\otimes a\mapsto f(\cdot )a}.
Seien {\displaystyle M_{n}} die C*-Algebra der komplexen {\displaystyle n\times n}-Matrizen und {\displaystyle A} eine C*-Algebra, die auf einem Hilbertraum {\displaystyle H} operiere. Weiter sei {\displaystyle M_{n}(A)} die Algebra der {\displaystyle n\times n}-Matrizen mit Einträgen aus {\displaystyle A}; diese operiert in üblicher Weise auf {\displaystyle H^{n}}, das heißt
{\displaystyle {\begin{pmatrix}a_{1,1}&\ldots &a_{1,n}\\\vdots &\ddots &\vdots \\a_{n,1}&\ldots &a_{n,n}\end{pmatrix}}{\begin{pmatrix}x_{1}\\\vdots \\x_{n}\end{pmatrix}}={\begin{pmatrix}\sum _{j=1}^{n}a_{1,j}x_{j}\\\vdots \\\sum _{j=1}^{n}a_{n,j}x_{j}\end{pmatrix}}}
Dadurch trägt {\displaystyle M_{n}(A)} die Norm von {\displaystyle L(H^{n})} und man zeigt, dass {\displaystyle M_{n}\otimes A\cong M_{n}(A)}, wobei {\displaystyle (c_{i,j})_{i,j}\otimes a} auf {\displaystyle (c_{i,j}\cdot a)_{i,j}} abgebildet wird.